# Villa Wagner I
Villa Wagner I staat in Hütteldorf in het district Penzing in de Oostenrijkse hoofdstad Wenen. 
Het huis is gebouwd naar een ontwerp van Otto Wagner in jugendstil met elementen uit de Oud-Griekse architectuur. Zowel Ionische als Dorische zuilen maken onderdeel uit van het huis, alsook beschilderd glas van Adolf Boehm. Het bevat een Romeins bad met betegeling door Koloman Moser. Bovenaan de trap naar de ingang staat een vrouwenbeeld, gemaakt door Ernst Fuchs die een tijdlang in het huis gewoond heeft. In de tuin is een nymphaeum gelegen met daarin een beeld van Mozes die de Rode Zee splijt.
De bouw duurde van 1886 tot 1888. Sinds de dood van Fuchs is het huis in handen van zijn nabestaanden en een privémuseum.